# Desaturasas
Las desaturasas son enzimas que pueden transferir electrones de una molécula a otra y al hacerlo desaturar el sustrato (del latín saturare = saturar), es decir, “incorporar” un enlace múltiple. Debido a que oxidan una molécula y reducen otra, pertenecen a la familia de proteínas de las oxidorreductasas. Básicamente, una desaturasa de ácidos grasos es una oxidorreductasa que introduce, por deshidrogenación, un doble enlace C=C en la cadena carbonada de un ácido graso.
En las moléculas orgánicas, los enlaces simples se denominan saturados porque los átomos involucrados en el enlace no pueden formar más enlaces. Por el contrario, los enlaces dobles y triples se denominan insaturados (aquí los átomos involucrados pueden formar otros enlaces).
Las desaturasas introducen principalmente enlaces dobles en los ácidos grasos, pero también en otras moléculas con largas cadenas de hidrocarburos, como el caroteno.
Las desaturasas se nombran según la posición en la que desaturan. Estas se designan principalmente por la posición "delta" del átomo de carbono afectado por la desaturación y ubicado más cerca del final de la cadena que contiene un grupo hidroxilo. También hay distintas "omega-desaturasas", donde se cuenta la posición al revés.
Debido a esta nomenclatura se reconocen dos subgrupos de desaturasas:
- Delta: indica que el doble enlace se crea en una posición fija desde el extremo carboxilo de una cadena de ácidos grasos. Por ejemplo, la Δ9-desaturasa crea un doble enlace entre el noveno y el décimo átomo de carbono desde el extremo carboxilo.
- Omega: indica que el doble enlace se crea en una posición fija desde el extremo metilo de una cadena de ácido graso. Por ejemplo, la ω3 desaturasa crea un doble enlace entre el tercer y el cuarto átomo de carbono desde el extremo metilo. En otras palabras, crea un ácido graso omega-3.

Por ejemplo, los humanos carecen de Δ12-desaturasa (la desaturasa que reduce los ácidos grasos en la posición 12). Por lo tanto, el ácido linoleico, que tiene un doble enlace allí (dos en total, uno en la posición 9 y otro en la 12), es un ácido graso esencial, porque no puede ser producido por el propio cuerpo.

## Ecuación de reacción esquemática
Ácido graso + donador de electrones (reducido) + O2 + 2 H+ → ácido graso con un doble enlace + donador de electrones (oxidado) + 2 H2O